# Kroneckerov simbol
U matematici, Kroneckerov simbol ili Kroneckerov delta simbol je po dijelovima zadana realna funkcija dvije realne varijable:
{\displaystyle \delta _{ij}={\begin{cases}0&{\text{ako }}i\neq j,\\1&{\text{ako }}i=j.\end{cases}}}
Na primjer, {\displaystyle \delta _{12}=0} jer {\displaystyle 1\neq 2}, dok je primjerice {\displaystyle \delta _{22}=1} jer je {\displaystyle 2=2}. 
Ova i slične funkcije rabe se u svim temeljnim područjima matematike, posebice u linearnoj algebri, fizici i inženjerstvu.
Funkcija nosi ime po njemačkom matematičaru Leopoldu Kroneckeru (1823. – 1891.).

## Neke primjene

### Jedinična matrica
Lako se vidi da se koeficijenti kvadratne jedinične matrice {\displaystyle {\text{I}}} reda {\displaystyle n} upravo mogu zadati preko Kroneckerovog simbola: {\displaystyle I_{ij}=\delta _{ij}} kad {\displaystyle i,j} prolaze skupom {\displaystyle \{1,2,\cdots ,n\}}.

### Skalarni produkt
Skalarni produkt može se kompaktno zapisati i rabeći Kroneckerov delta simbol:
{\displaystyle \mathbf {a} \cdot \mathbf {b} =\sum _{i,j=1}^{n}a_{i}\delta _{ij}b_{j}=\sum _{i=1}^{n}a_{i}b_{i}.}
Ovdje su vektori {\displaystyle \mathbf {a} ,\mathbf {b} } definirani jednostavno kao uređene n-torke: {\displaystyle \mathbf {a} =(a_{1},a_{2},\dots ,a_{n})} i {\displaystyle \mathbf {b} =(b_{1},b_{2},...,b_{n})}.

## Ortonormirana baza
Neka je {\displaystyle U} unitaran prostor i {\displaystyle S=\{a_{1},a_{2},\cdots ,a_{k}\}\subset U} linearno nezavisan skup. Tada kažemo da je {\displaystyle S} ortonormirana baza od {\displaystyle U} ako je {\displaystyle s(a_{i},a_{j})=\delta _{ij}}. 
Za {\displaystyle i=j=k\in \mathbb {N} } imamo {\displaystyle s(a_{i},a_{i})=1} što povlači {\displaystyle ||a_{k}||=1}.
Dakle, vektori skupa {\displaystyle S} ne samo da su ortogonalni, nego su i normirani, odnosno jedinične duljine, a otuda i dolazi naziv za jedinični vektor – "ort".

## Domena
Tradicionalno, domena ove funkcije restringirana je na nenegativne cijele brojeve, no ona se može definirati za proizvoljan skup.